# 鄭眾 (大司農)

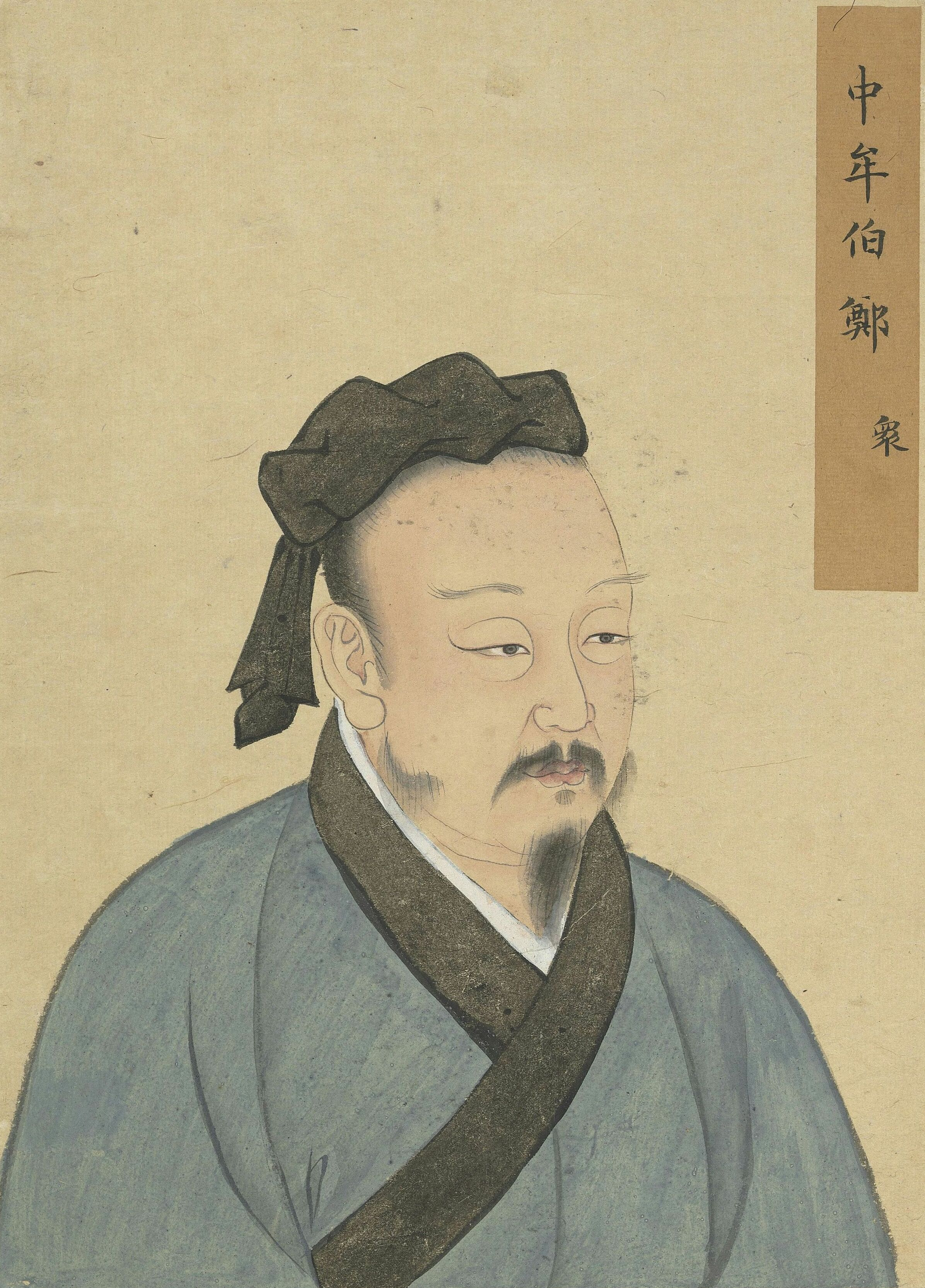
鄭眾

鄭眾（？—83年），字仲師，河南郡开封县（今河南省开封市）人。東漢時經學家，官至大司農，又稱鄭司農。他與鄭玄合稱先鄭與後鄭（鄭眾為先、鄭玄為後）。鄭眾主要研究《春秋左傳》，著有《春秋難記條例》和《春秋刪》。鄭玄曾經收錄他的六書，即“象形、會意、轉注、處事、假借、諧聲”。

## 生平
鄭眾十二歲時就接受當時是著名經學家的父親鄭興教授《春秋左氏傳》，由於努力學習，通曉《三統歷》、《易經》和《詩經》。並在當時知名。

### 在職邊陲
漢明帝永平初年，鄭眾獲司空府辟命，以通曉經典任給事中。後來遷任越騎司馬，並留任給事中。永平七年（64年），北匈奴單于派使者要求和親，明帝於是在次年命鄭眾持節出使北匈奴。鄭眾到北匈奴後，匈奴人要求鄭眾向單于下拜，但鄭眾不肯。單于因而大怒，將他軟禁，並不給他食物，意圖這樣逼鄭眾屈服。但鄭眾拔劍發誓，寧死不屈，單于恐怕真的逼死鄭眾才不再威逼，更派使者隨同鄭眾回洛陽。
當時南匈奴須卜骨都侯等人知道東漢與北匈奴有使者往來，心生仇怨，打算叛漢，於是派遺密使到北匈奴，要他們出兵支援。當時鄭眾正出使，懷疑有事發生，於是等候，果然遇到須卜派遣的密使。鄭眾回國後建議朝廷置大將防止南北匈奴互相聯絡。朝廷最終設立度遼營，置度遼將軍一職，屯駐五原曼柏。
鄭眾回國後，朝廷又議論是否應該再派使者出使北匈奴，鄭眾上書反對，認為北匈奴的意圖是要分化南匈奴，阻止西域各國向東漢靠攏，更令北匈奴等北方諸國更不肯向東漢臣服；又認為若果沒有新設的度遼將軍威懾，此舉勢必令內遷的南匈奴作亂，對邊疆影響甚大。但明帝堅持，並再從鄭眾出使，鄭眾又以曾被北匈奴單于以武力強逼下拜，此行若最終匈奴成功逼令他下拜，這會有損東漢國威。但明帝不聽，鄭眾不得已要出發，但在路上仍接連上書爭辯。明帝最終下詔嚴厲責備鄭眾，並追還他再交付廷尉治罪。但鄭眾當時因遇到大赦而獲赦歸家。
及後明帝接見從匈奴來的人，都問到鄭眾與單于爭持下拜之禮的情形，而對方都說匈奴人都流傳鄭眾氣概強而勇敢，連蘇武亦不及。明帝與是召鄭眾為軍司馬，與虎賁中郎將馬廖共同進擊車師。到敦煌後，拜中郎將，出守西域。當時匈奴曾與車師聯軍圍困戊己校尉，鄭眾曾卒兵營救。後來鄭眾轉任武威太守，下令修護邊境防備設施，令邊族不敢來犯。後來再調任左馮翊，亦有治迹。

### 任大司農
漢章帝建初六年（81年），鄭眾升任大司農。任內反對章帝重設鹽鐵官，重行鹽鐵專賣。章帝下詔嚴厲責備鄭眾，甚至被人彈劾，但鄭眾仍然堅決反對。最終章帝仍然決定重設鹽鐵官。鄭眾為官以清廉正直而聞名，在建初八年（83年）在任內逝世。

## 性格特徵
鄭眾通曉經籍外，亦堅從禮法規舉。光武帝時，仍是皇太子的漢明帝和山陽王劉荊曾命虎賁中郎將梁松以縑帛聘請鄭眾，因其通曉經義而讓他出入皇宮。但鄭眾以太子無外交之義和藩王不宜私下結交賓客為由拒絕。梁松以這是太子和山陽王的意思，不可違逆而勸鄭眾答應，但鄭眾寧願堅守法規而死都不願犯禁。太子和山陽王聽到後都感到驚訝，但都不再強逼。後來梁松因事下獄處死，很多賓客都受牽連，而鄭眾就沒有受影響。

## 其他
鄭司農（宋·劉克莊）：新箋傳後學，古訓發先儒。不擬狂年少，燈前罵老奴。

## 子孫

### 子
- 鄭安世，鄭眾子，傳承鄭家經學成就，官至長樂、未央廄令。

### 孫
- 鄭亮，鄭安世子。

### 曾孫
- 鄭泰，有才略。東漢末年曾與何顒和荀攸合謀刺殺董卓但失敗，投歸袁術後不久逝世。
- 鄭渾，鄭泰之弟，東漢末年先依袁術後投曹操，東漢官至京兆尹；曹魏時曾任魏郡太守、將作大匠等職。

### 玄孫
- 鄭袤，鄭泰之子，曾在東漢、曹魏和西晉三朝任官，最終在西晉官至司空。
- 鄭崇，鄭渾子，鄭渾死後被任命為郎中。

## 延伸阅读
[在维基数据编辑]
 《後漢書·卷36》，出自范晔《後漢書》